# Salatsamenwickler

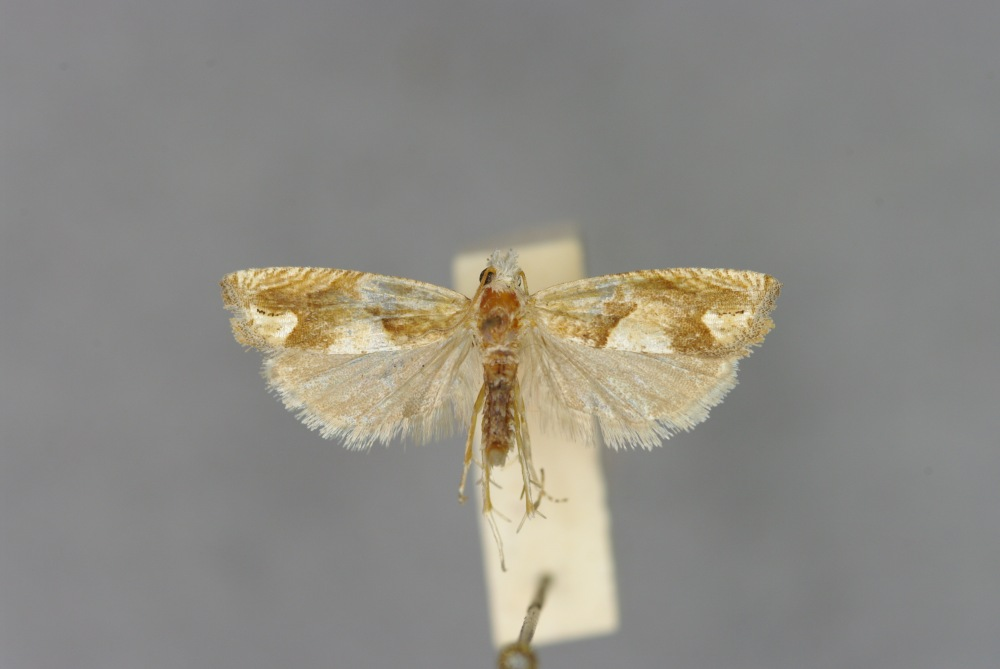
Präparat mit gespannten Flügeln

Der Salatsamenwickler (Eucosma conterminana) ist ein Schmetterling aus der Familie der Wickler (Tortricidae).

## Merkmale
Die Schmetterlinge besitzen eine Flügelspannweite von 15–19 mm. Die blass sandfarbenen Vorderflügel besitzen ein charakteristisches Fleckenmuster. In Ruhestellung erkennt man auf der Oberseite der Falter auf halber Länge einen großen cremefarbenen Fleck sowie seitlich an den Flügelenden jeweils einen hellen Fleck. Die Hinterflügel sind beige gefärbt ohne besondere Musterung. Die gelbbraun gefärbten Raupen besitzen einen braunen Kopf sowie einen dunkelbraunen Nackenschild.

## Verbreitung
Eucosma conterminana ist in der Paläarktis heimisch. In Europa ist die Art weit verbreitet.

## Lebensweise
Zu den Wirtspflanzen der Art gehört der Stachel-Lattich (Lactuca serriola), der Gift-Lattich (Lactuca virosa), der Gartensalat (Lactuca sativa) sowie die Strand-Aster (Tripolium pannonicum). Die Raupen bohren sich in die Blütenköpfe ihrer Wirtspflanzen. Die ausgewachsenen Raupen überwintern in einem Gespinst im Boden und verpuppen sich im Frühjahr. Eucosma conterminana bildet eine Generation im Jahr. Die Falter fliegen von Juni bis August.